# Бирюлёво-Пассажирская
Бирюлёво-Пассажи́рская — остановочный пункт Павелецкого направления Московской железной дороги в Москве. Находится в границах станции Бирюлёво-Товарная.
Находится в историческом районе Бирюлёво (на границе районов Бирюлёво Западное и Бирюлёво Восточное).
Остановочный пункт состоит из двух островных платформ, соединённых подземным переходом под путями. Платформы оборудованы турникетами.
Останавливаются все пригородные электропоезда, кроме аэроэкспрессов в аэропорт Домодедово. По рабочим дням для шести пар пригородных поездов платформа является конечной. Время движения от Павелецкого вокзала в среднем 27 минут.

## История
Станция открыта в 1899 году под названием Загорье, данным по близлежащей деревне, в 1900 году переименована в Бирюлёво, по более крупной деревне, находившейся в 4 верстах. По другим данным, открыта в 1900 году. При этом товарная станция находилась севернее, там, где сейчас остановочный пункт Бирюлёво-Товарная. Вблизи пассажирской платформы станции Бирюлёво начал расти одноимённый посёлок железнодорожников. Пассажирская платформа на товарной станции открыта в 1936 году, два остановочных пункта получили названия «Пассажирская» и «Товарная» соответственно.
В 1981 году была построена дополнительная платформа с навесом, а также пешеходный тоннель с выходом на платформу.

## Наземный общественный транспорт
На этой станции можно пересесть на следующие маршруты городского пассажирского транспорта:
- Автобусы: м88, м89, м97, с809, 826, с908

## Перспективы
Планируется включение платформы в маршрут Московского центрального диаметра D5. На ней предполагается пересадка на проектируемую станцию Бирюлёвской линии метро «Бирюлёво», которая будет расположена в 250 м от платформы.